# Basket of Light
Albums de Pentangle
Sweet Child
(1968) Cruel Sister
(1970)
Basket of Light est le troisième album du groupe folk Pentangle, sorti en 1969.

## L'album
Il atteint la 5e place du Billboard 200. Le titre Light Flight est la musique du générique de la série de la BBC Take Three Girls (en). Il fait partie des 1001 albums qu'il faut avoir écoutés dans sa vie.

### Titres
Tous les titres sont de  Bert Jansch, John Renbourn, Danny Thompson, Terry Cox et Jacqui McShee, sauf mentions contraires.

#### Face A
1. Light Flight (3:14)
2. Once I Had a Sweetheart (traditionnel) (4:37)
3. Springtime Promises (4:04)
4. Lyke-Wake Dirge (en) (traditionnel) (3:32)
5. Train Song (4:43)

#### Face B
1. Hunting Song (6:41)
2. Sally Go 'Round the Roses (en) (Lona Stevens, Zell Sanders) (3:34)
3. The Cuckoo (en) (traditionnel) (4:26)
4. House Carpenter (en) (traditionnel) (5:27)

### Musiciens
- Jacqui McShee : chant, chœurs
- Bert Jansch : chant, chœurs, guitare, banjo sur House Carpenter
- John Renbourn : chant, chœurs, guitare, sitar
- Danny Thompson : contrebasse
- Terry Cox : batterie, glockenspiel, hand drum, chant, chœurs